# سازمان کتاب‌های جیبی
سازمان کتابهای جیبی مؤسسهٔ انتشاراتی ایرانی بود که هدف آن انتشار کتاب در قطع جیبی و بعدها در قطع پالتویی و با قیمت اندک بود. از مهم‌ترین کتاب‌های منتشرشده توسط این انتشارات مجموعهٔ ده‌جلدی تاریخ ایران باستان و مجموعهٔ سه‌جلدی سیر حکمت در اروپا است.

## تاریخچه
همایون صنعتی‌زاده، مدیر انتشارات فرانکلین، در سال‌های پایانی دههٔ ۱۳۳۰ به فکر افتاد که سازمان کتابهای جیبی را تأسیس کند. این مؤسسه به‌عنوان بخشی از انتشارات فرانکلین راه‌اندازی شد اما شش ماه پس از آغاز کار از نظر مالی به وضعیت ورشکستگی رسید. در ۱۳۴۰، زمانی که قرار بود این سازمان تعطیل شود، مجید روشنگر داوطلب شد که مدیریت آن را برعهده گیرد در حالی که این مؤسسه در آن زمان حدود ۳۰۰ هزار تومان به شرکت سهامی افست - که چاپ کتابهای جیبی را برعهده داشت - بدهی داشت.
این سازمان با مدیریت روشنگر توانست بدهی را بپردازد و به وضعیت مناسبی برسد. بنابر توافقی که روشنگر با مدیران انتشارات فرانکلین انجام داده بود، در این دوران این سازمان به شکل غیرانتفاعی اداره می‌شد و سود حاصل شده در خود سازمان سرمایه‌گذاری مجدد انجام می‌شد.
روشنگر مدت کوتاهی را به کارآموزی در انتشارات پنگوئن در انگلستان گذرانده بود. مدیر پنگوئن، چاپ کتاب در قطع پالتویی، در تیراژ زیاد، و با قیمت تمام‌شدهٔ کم و بهای ارزان را راه حلی برای غلبه بر مشکل کتاب نخواندن مردم پس از جنگ جهانی دوم می‌دانست. روشنگر بیان کرده‌است که در زمان مدیریت سازمان کتابهای جیبی، این ایده‌ها را راه حلی برای کتاب نخواندن مردم ایران می‌دانسته و سعی می‌کرده، آن‌ها را به کار بندد.
در دوران مدیریت روشنگر بر سازمان کتابهای جیبی، بیش از ۵۰۰ عنوان کتاب منتشر شد که برخی از آن‌ها به چاپ چهارم و پنجم هم رسید. در این دوران سازمان کتابهای جیبی کمتر از ۱۵ نفر کارمند داشت.
او که در استخدام وزارت امور خارجه بود در سال ۱۳۴۸ برای مأموریتی سیاسی به سوئیس اعزام شد و بنابراین مدیریت سازمان به مؤسسهٔ فرانکلین بازگشت. این مؤسسه در این زمان، سازمان کتابهای جیبی را به شرکت سهامی تبدیل کرد و سهام آن را به انتشارات امیرکبیر فروخت.

## کتاب‌ها
تقریباً همه کتاب‌های منتشرشده از سوی سازمان کتابهای جیبی، تجدید چاپ کتاب‌هایی بود که قبلاً در قطع متفاوت و توسط ناشری دیگر منتشر شده بودند. البته در میان کتاب‌های منتشرشده توسط این مؤسسه، استثناهایی هم به چشم می‌خورند. شیوهٔ انتخاب کتاب‌ها این طور بود که به ناشری مراجعه می‌شد و برای تجدید چاپ یکی از کتاب‌های او کسب اجازه می‌شد. کتاب با آرم سازمان کتابهای جیبی به چاپ می‌رسید ولی در آن ذکر می‌شد که چاپ کتاب با سرمایهٔ ناشر اولیه است. در این حالت تمام سود کتاب به ناشر اصلی تعلق داشت و سازمان تنها درصدی را به‌عنوان حق توزیع دریافت می‌کرد. حداقل تیراژ کتاب‌های این مؤسسه ۱۰ هزار نسخه بود.
این مؤسسه از سیاست‌های چاپ کتاب انتشارات فرانکلین پیروی نمی‌کرد و در نتیجه اجباری که فرانکلین بر حسب اساسنامه‌اش برای چاپ ادبیات آمریکایی داشت، مشمول سازمان کتابهای جیبی نمی‌شد.
برخی از کتاب‌های چاپ سازمان کتابهای جیبی:
- زیر آسمان کویر، علی‌اصغر مهاجر (چاپ اول)
- امیرارسلان نامدار (تصحیح)، محمد جعفر محجوب (چاپ اول)
- تاریخ ادبیات فارسی: بخش اول؛ از فردوسی تا سعدی، ادوارد براون، ترجمهٔ فتح‌الله مجتبایی (چاپ اول)
- تاریخ ایران باستان، مشیرالدوله، ده جلد (چاپ اول در سه جلد توسط انتشارات ابن‌سینا)
- سیر حکمت در اروپا، محمدعلی فروغی، سه جلد (چاپ اول توسط انتشارات زوّار)

## توزیع کتاب‌ها
سازمان کتاب‌های جیبی، کتاب‌های خود را در طریق ۵۰۰ روزنامه‌فروشی در تهران و ۵۰۰ کتابفروشی در سراسر ایران توزیع می‌کرد. در روزنامه‌فروشی‌ها جاکتابی‌هایی در دو اندازه بزرگ (با ۲۰ تا ۳۰ بخش) و کوچک (با ۹ بخش) قرار داده شده بود که کتاب‌ها در آن قرار می‌گرفت. توزیع‌کنندگان کتاب هر روز به روزنامه‌فروشی‌ها مراجعه می‌کردند و کسری‌های کتاب‌ها را در اختیار آن‌ها قرار می‌دادند. با چنین روش توزیعی گاه تیراژ ده هزار نسخه‌ای یک کتاب ظرف مدت شش ماه به فروش می‌رسید.